# Capo dell'esecutivo di Hong Kong
Il Capo dell'esecutivo della Regione amministrativa speciale di Hong Kong, detto anche governatore (in cinese: 香港特別行政區 行政 長官; in Pinyin: Xiānggǎng Tèbié Xíngzhèngqū Xíngzhèng Zhangguān) è la più alta carica politica del potere esecutivo della RAS di Hong Kong, e rappresenta la regione ancor prima della Repubblica Popolare Cinese (RPC).

## Storia
Questa funzione sostituì quella del governatore di Hong Kong del periodo coloniale britannico, il 1º luglio 1997. Il primo capo dell'esecutivo fu 
Tung Chee-hwa, che si dimise nel 2005. Altre tre personalità hanno assunto l'incarico da quella data.

## Ammissibilità alla carica
Ai sensi dell'articolo 44 della Legge fondamentale, il capo dell'esecutivo deve essere cittadino/a cinese come definito dall'ordinanza sui passaporti HKSAR. L'individuo deve avere almeno 40 anni, essere un residente permanente di Hong Kong, cittadino cinese con diritto di residenza a Hong Kong, e avere di solito soggiornato a Hong Kong per un periodo continuo non inferiore a 20 anni. L'articolo 47 richiede inoltre che il capo esecutivo sia una persona integra, dedita alle sue funzioni.

## Metodo di voto
Le elezioni si svolgono indirettamente da un collegio elettorale di 1.200 elettori composto da individui e gruppi.